# Алёшин, Николай Сергеевич
Никола́й Серге́евич Алёшин (1 [14] сентября 1910 года — 17 февраля 1944 года) — советский офицер, участник Великой Отечественной войны, заместитель командира 2-го стрелкового батальона по строевой части 724-го стрелкового полка 315-й стрелковой дивизии 51-й армии Южного фронта. Герой Советского Союза (1.11.1943), капитан.

## Биография
Родился в 1910 году в Астраханской губернии. По национальности русский. Проходил службу в РККА с 1932 по 1934 год и с 1940 года. Прошёл обучение на курсах младших лейтенантов.
На фронтах Великой Отечественной войны с 1941 года. Участвовал в боях по освобождению Керчи и Керченского полуострова. Был тяжело ранен. По излечении принимал непосредственное участие в боях под Сталинградом.
С 13 октября 1943 года Алёшин участвует в наступательных боях по взятию города Мелитополя. Им лично было подбито гранатами два танка противника, а всего за время боёв в городе Мелитополе бойцами подразделения капитана Алёшина было отбито более двадцати контратак танков и пехоты гитлеровцев, уничтожено большое количество живой силы противника и четыре средних танка.
Указом Президиума Верховного Совета СССР от 1 ноября 1943 года

за образцовое выполнение боевых заданий Командования по прорыву сильно укреплённой полосы немцев и освобождению города Мелитополь и проявленные при этом отвагу и геройство

капитану Алёшину Николаю Сергеевичу присвоено звание Героя Советского Союза с вручением ордена Ленина и медали «Золотая Звезда».
На Южном фронте (переименованном в 4-й Украинский) началось отступление противника. В ходе преследования фашистов, советские войска вышли на побережье Сиваша, а к 1 ноября 1943 года ворвались на Перекопский перешеек. В ноябре 1943 года при прорыве Турецкого вала на перешейке командир батальона 724-го стрелкового полка, майор Алёшин был тяжело ранен и 17 февраля 1944 года умер в госпитале № 2347, похоронен в посёлке Аскания-Нова Херсонской области.

## Награды
- Герой Советского Союза (1 ноября 1943, медаль «Золотая Звезда» № 1294)[3];
- орден Ленина (1 ноября 1943);

## Память
- В ботаническом саду Аскании-Новы установлен барельеф Н. С. Алёшина, на котором высечено его имя.
- Приказом Министра обороны СССР Герой Советского Союза Алёшин навечно зачислен в списки личного состава воинской части.